# Gipfel der Europäischen Politischen Gemeinschaft im Juni 2023
Der zweite Gipfel der Europäischen Politischen Gemeinschaft fand am 1. Juni 2023 in der Republik Moldau auf dem Schloss Mimi, im Kreis Anenii Noi, statt. Daran nahmen 45 Staatsoberhäupter, Regierungen und Institutionen teil.

## Ziele
Der Fokus der Diskussion richtete sich auf die Sicherung wichtiger Infrastruktur wie Pipelines und Satelliten, den Kampf gegen Cyberattacken, wichtige Unterstützung für die Ukraine, eine gemeinsame gesamteuropäische Energiepolitik und einen verstärkten Schüler- und Studentenaustausch.
Laut der offiziellen Website des Gipfels standen die folgenden drei Themen im Mittelpunkt der Diskussion:
- gemeinsame Bemühungen für Frieden und Sicherheit.
- Resilienz und Klimaschutz.
- Verbindungen für einen besser vernetzten und stabileren Kontinent.[3]

## Geschichte

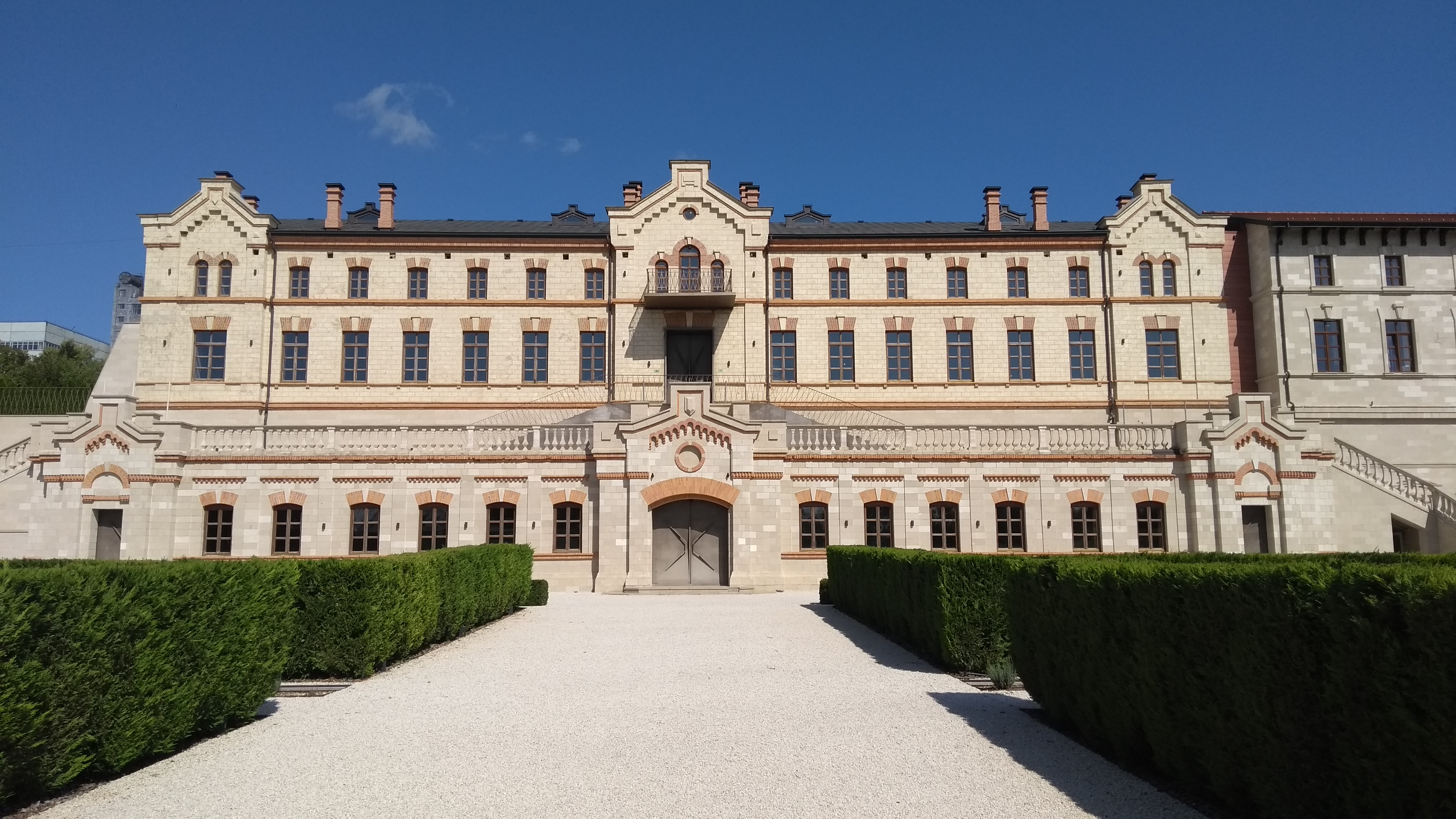
Auf Schloss Mimi fand der zweite EPG-Gipfel statt.

EPG-Gipfeltreffen finden turnusgemäß abwechselnd zwischen EU- und Nicht-EU-Staaten statt. Am 12. Januar 2023 gab die Präsidentin der Republik Moldau den nächsten Termin für den 1. Juni bekannt. Am 26. Januar kam es zu einem Vorbereitungstreffen mit Beamten aus den teilnehmenden Staaten in Brüssel. Am 2. März wurde bekannt, dass der Gipfel auf Schloss Mimi stattfindet, einem Weingut etwa 34 Kilometer von Chișinău entfernt. Frankreichs Präsident Emmanuel Macron versprach der moldauischen Präsidentin Maia Sandu am 17. März, dass sein Land aufgrund des Hybridkrieges Russlands gegen die Republik Moldau erforderliche Unterstützung leisten werde, um die Organisation des Treffens zu erleichtern.

### Zivile Mission der EU in der Republik Moldau
Am 24. April 2023 stimmten die EU-Mitgliedstaaten einer zivilen Mission der Gemeinsamen Sicherheits- und Verteidigungspolitik zur Stärkung der Widerstandsfähigkeit des Sicherheitssektors der Republik Moldau zu. Die Mission agiert in den Bereichen Krisenbewältigung und hybride Bedrohungen, einschließlich Cybersicherheit. Vor allem aufgrund des Hybridkrieges gegen die Republik Moldau seit dem Russischen Überfall auf die Ukraine 2022.

### Moldauisch-kosovarische Beziehung
Die Republik Moldau hat die Unabhängigkeit des Kosovo als eigenständigen Staat nicht anerkannt und verweigert in der Regel Inhabern kosovarischer Pässe die Einreise. Dies hätte zu Problemen mit den am Gipfel teilnehmenden Delegationen aus dem Kosovo führen können. Im Vorfeld des Gipfels wurde jedoch im moldauischen Parlament ein Gesetz verabschiedet, das bei Inkrafttreten kosovarische Pässe als gültige Reisedokumente anerkennt. So wurde es den Inhabern möglich, elektronische Visa für die Einreise nach Moldau zu beantragen.

## Teilnehmer

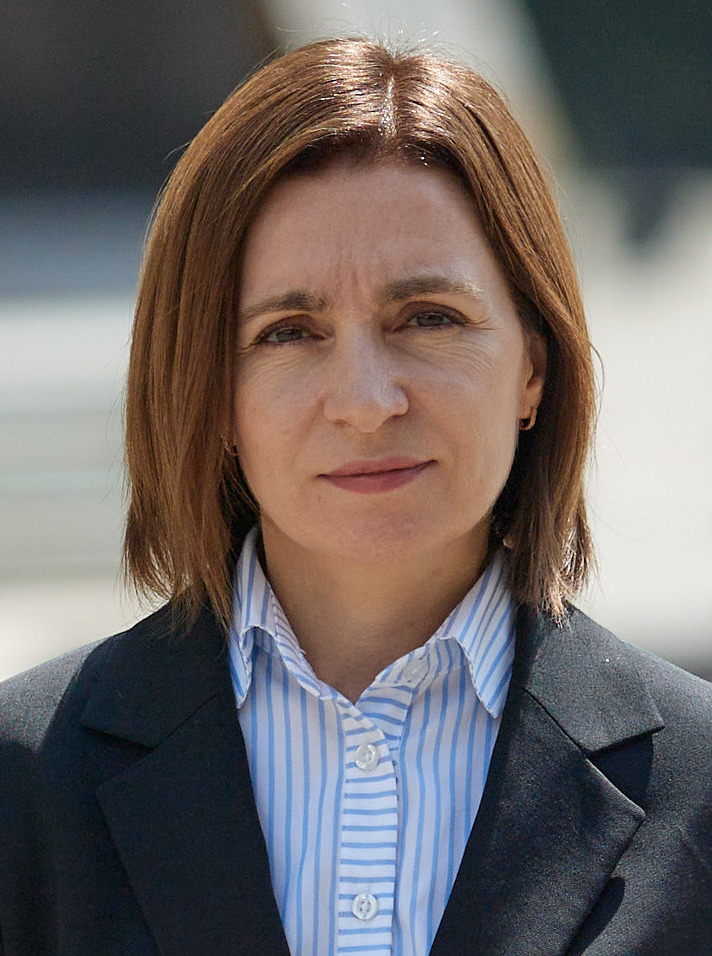
Die Präsidentin der Republik Moldau, Maia Sandu, führte den Vorsitz.

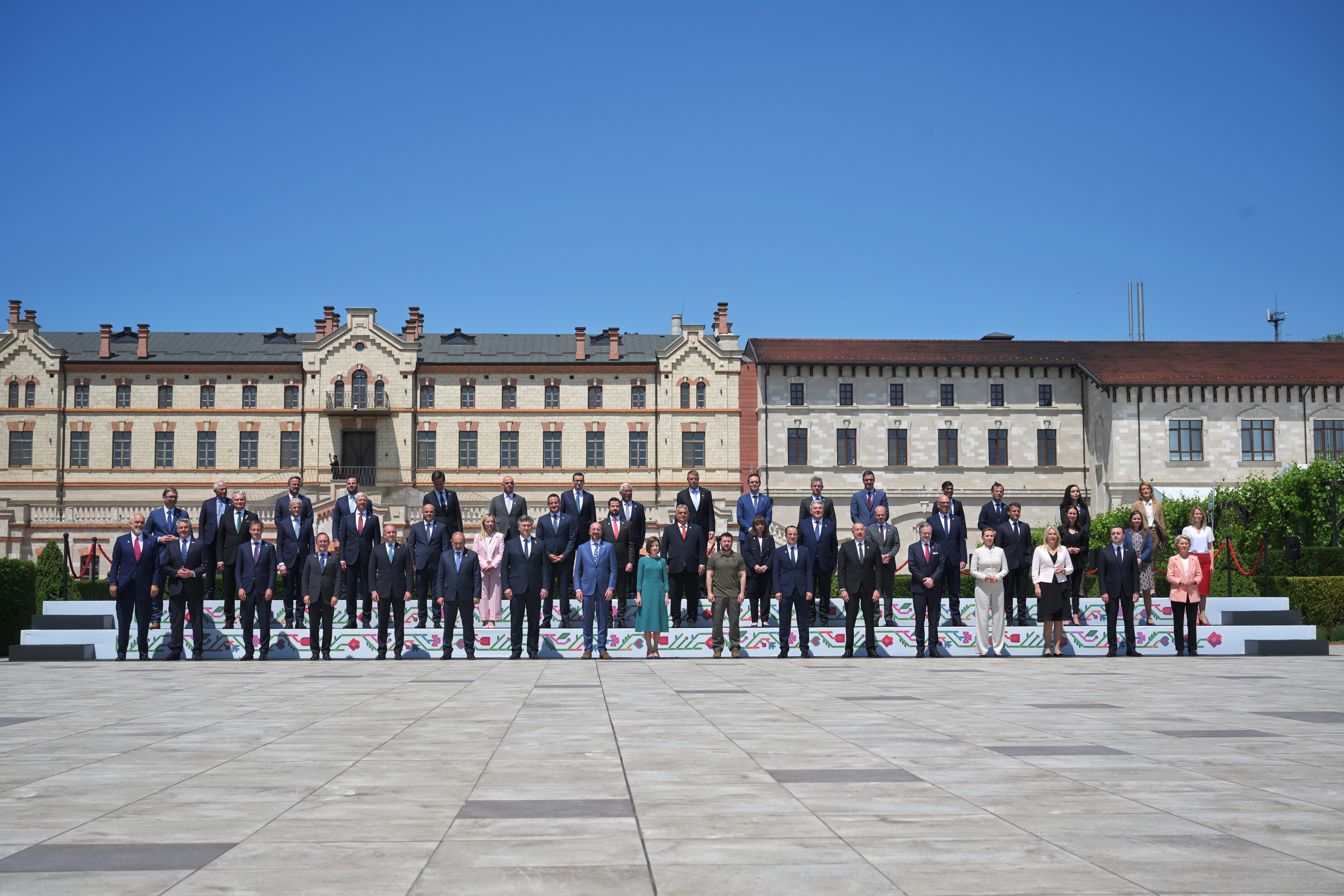
Gruppenfoto vor Schloss Mimi

Am Gipfel teilnehmen können alle Staaten der Europäischen Politischen Gemeinschaft sowie der Präsident der Europäischen Kommission, der Präsident des Europäischen Rates und der Präsident des Europäischen Parlaments.
47 Staatsoberhäupter oder Regierungen wurden zum Gipfel eingeladen; San Marino und die Türkei nahmen jedoch nicht teil.
| Staat                   | Foto | Name                     | Position                                                                 | Europapartei |
| ----------------------- | ---- | ------------------------ | ------------------------------------------------------------------------ | ------------ |
| Albanien                |      | Edi Rama                 | Ministerpräsident                                                        | SPE          |
| Andorra                 |      | Xavier Espot Zamora      | Premierminister                                                          | keine        |
| Armenien                |      | Nikol Paschinjan         | Premierminister                                                          | keine        |
| Aserbaidschan           |      | Ilham Aliyev             | Präsident                                                                | kein         |
| Belgien                 |      | Alexander De Croo        | Premierminister                                                          | ALDE         |
| Bosnien und Herzegowina |      | Željka Cvijanović        | Vorsitzende des Staatspräsidiums                                         | keine        |
| Bulgarien               |      | Rumen Radev              | Präsident                                                                | keine        |
| Dänemark                |      | Mette Frederiksen        | Ministerpräsidentin                                                      | SPE          |
| Deutschland             |      | Olaf Scholz              | Bundeskanzler                                                            | SPE          |
| Estland                 |      | Kaja Kallas              | Premierministerin                                                        | ALDE         |
| Finnland                |      | Sanna Marin              | Ministerpräsidentin                                                      | SPE          |
| Frankreich              |      | Emmanuel Macron          | Staatspräsident                                                          | keine        |
| Georgien                |      | Irakli Gharibaschwili    | Premierminister                                                          | SPE          |
| Griechenland            |      | Katerina Sakellaropoulou | Präsidentin                                                              | keine        |
| Irland                  |      | Leo Varadkar             | Taoiseach                                                                | EVP          |
| Island                  |      | Katrín Jakobsdóttir      | Premierminister                                                          | keine        |
| Italien                 |      | Giorgia Meloni           | Präsidentin des Ministerrats                                             | EKR          |
| Kosovo                  |      | Vjosa Osmani             | Präsidentin                                                              | keine        |
| Kroatien                |      | Andrej Plenković         | Premierminister                                                          | EVP          |
| Lettland                |      | Krišjānis Kariņš         | Ministerpräsident                                                        | EVP          |
| Liechtenstein           |      | Daniel Risch             | Regierungschef                                                           | keine        |
| Litauen                 |      | Gitanas Nausėda          | Präsident                                                                | keine        |
| Luxemburg               |      | Xavier Bettel            | Premierminister                                                          | ALDE         |
| Malta                   |      | Robert Abela             | Premierminister                                                          | SPE          |
| Moldau                  |      | Maia Sandu               | Präsidentin                                                              | EVP          |
| Monaco                  |      | Pierre Dartout           | Staatsminister                                                           | keine        |
| Montenegro              |      | Jakov Milatović          | Staatspräsident                                                          | keine        |
| Niederlande             |      | Mark Rutte               | Ministerpräsident                                                        | ALDE         |
| Nordmazedonien          |      | Dimitar Kovačevski       | Ministerpräsident                                                        | SPE          |
| Norwegen                |      | Jonas Gahr Støre         | Statsminister                                                            | SPE          |
| Österreich              |      | Karl Nehammer            | Bundeskanzler                                                            | EVP          |
| Polen                   |      | Mateusz Morawiecki       | Ministerpräsident                                                        | EKR          |
| Portugal                |      | António Costa            | Premierminister                                                          | SPE          |
| Rumänien                |      | Klaus Johannis           | Präsident                                                                | EVP          |
| San Marino              | N/A  | N/A                      | N/A                                                                      | N/A          |
| Schweden                |      | Ulf Kristersson          | Ministerpräsident                                                        | EVP          |
| Schweiz                 |      | Alain Berset             | Bundespräsident                                                          | SPE          |
| Serbien                 |      | Aleksandar Vučić         | Präsident                                                                | EVP          |
| Slowakei                |      | Robert Fico              | Ministerpräsident                                                        | EVP          |
| Slowenien               |      | Robert Golob             | Ministerpräsident                                                        | ALDE         |
| Spanien                 |      | Pedro Sánchez            | Ministerpräsident                                                        | SPE          |
| Tschechien              |      | Petr Fiala               | Ministerpräsident                                                        | EKR          |
| Türkei                  | N/A  | N/A                      | N/A                                                                      | N/A          |
| Ukraine                 |      | Wolodymyr Selenskyj      | Präsident                                                                | ALDE         |
| Ungarn                  |      | Viktor Orbán             | Ministerpräsident                                                        | keine        |
| Vereinigtes Königreich  |      | Rishi Sunak              | Premierminister                                                          | keine        |
| Zypern                  |      | Nikos Christodoulidis    | Präsident                                                                | keine        |
| Europäische Union       |      | Charles Michel           | Präsident des Europäischen Rates                                         | ALDE         |
| Europäische Union       |      | Ursula von der Leyen     | Präsidentin der Europäischen Kommission                                  | EVP          |
| Europäische Union       |      | Roberta Metsola          | Präsidentin des Europäischen Parlaments                                  | EVP          |
| Europäische Union       |      | Josep Borrell            | Hoher Vertreter der Europäischen Union für Außen- und Sicherheitspolitik | SPE          |

Folgende Staaten nahmen das erste Mal an einem EPG-Gipfeltreffen teil:
- Andorra[15]
- Monaco[16]
  -  San Marino – Nachdem am 21. Januar 2023 bestätigt wurde, dass San Marino der EPG beigetreten ist.[17] Nahm wegen terminlichen Gründen nicht teil.